# Biosphäre Potsdam

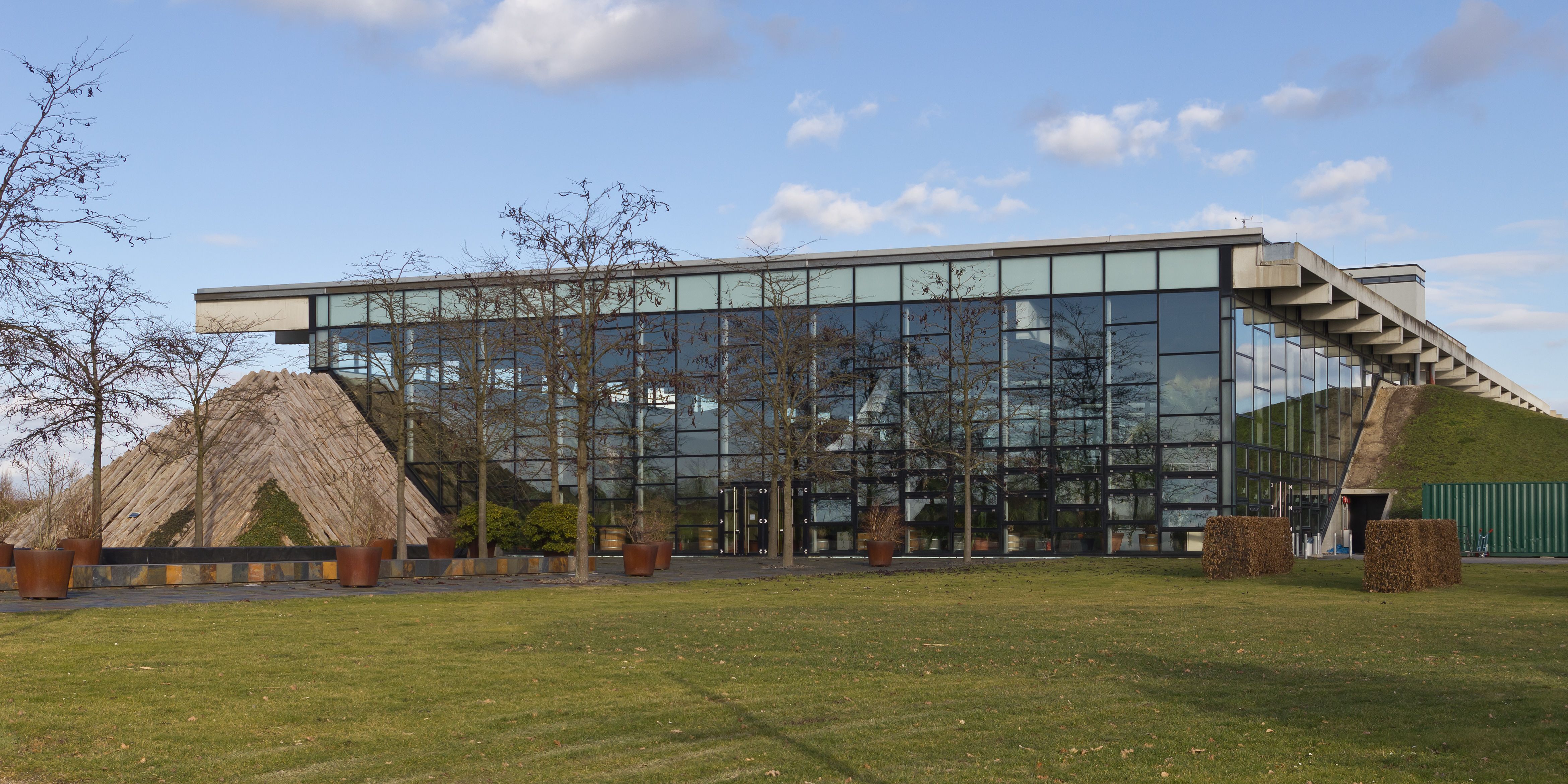
Außenansicht von Südwesten

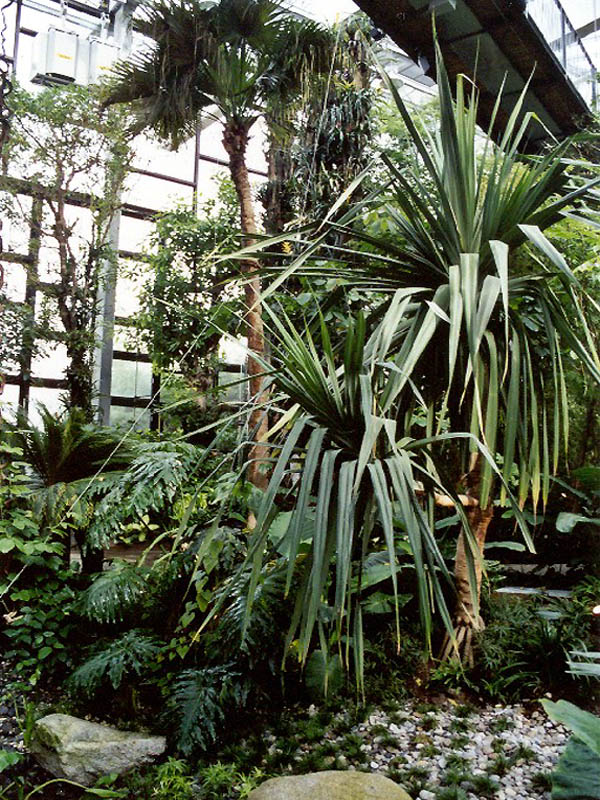
Biosphäre von innen

Die Biosphäre Potsdam ist ein Tropenhaus in der Stadt Potsdam. Das Gebäude der Biosphäre befindet sich im Volkspark Potsdam, einer neueren Parkanlage im Norden Potsdams.

## Geschichte
Das ehemals militärisch genutzte Gelände auf dem Bornstedter Feld wurde eigens für die Bundesgartenschau 2001 neu hergerichtet. Der Entwurf für das Gebäude stammt vom Berliner Architektenbüro Barkow Leibinger.
Das Gebäude beherbergt ca. 20.000 tropische Pflanzen mit ca. 350 verschiedenen Arten und tropische Tiere (darunter Leguane, Schlangen, Spinnen, Frösche, Gottesanbeterinnen und freilaufende Geckos). Auf mehreren Ebenen werden Boden, Wasser und Luft als Elemente der Gestaltung genutzt. Die Biosphäre unterscheidet sich deutlich von klassischen Botanischen Gärten durch ein Konzept als Naturerlebniswelt bzw. Veranstaltungsort mit wechselnden Sonderthemen rund um die Natur. Speziell in den Wintermonaten finden regelmäßig Abendveranstaltungen für Erwachsene und Kinder statt, und für Kindergruppen werden eine Schatzsuche und ein Dschungelabenteuer angeboten. Auch kann die Biosphäre Potsdam mit ihren drei tropischen Eventlocations (Veranstaltungshalle „Orangerie“, „Tropencamp“ und das Restaurant „Luncheon“) angemietet werden. Im Mai 2009 wurde das Schmetterlingshaus in der Biosphäre eröffnet, 2016 konnte dessen Millionster Besucher gefeiert werden.
Im Juli 2016 wurde bekannt, dass die Stadt Potsdam plante, die Biosphäre zu schließen. Der Betrieb sollte noch bis 30. November 2017 weiter laufen, danach sollte die Halle anderweitig genutzt werden. So wurde zum Beispiel geprüft, sie zu einer Mehrzweckhalle oder Privatschule umzubauen. Im April 2017 jedoch ruderte die Stadt zurück. Es sollte ein neuer privater Investor gefunden werden, der die defizitäre Halle ab 2018 für 20 Jahre übernimmt. Die Stadt plante dafür einen Zuschuss von jährlich 1,9 Millionen Euro.
Stand 2022 beträgt der Zuschuss jährlich 1,6 Millionen Euro. Jedoch sagt der Chef der kommunalen Betreibergesellschaft Pro Potsdam, Bert Nicke: „Die Hülle der Biosphäre sei nach 20 Jahren Betrieb stark sanierungsbedürftig.“

## Finanzierung
Die Biosphäre wird von der städtischen Pro Potsdam betrieben und musste 2010 und 2011 mit jeweils 1,7 Millionen Euro von der Stadt Potsdam bezuschusst werden, davor lagen die Zuschüsse teilweise sogar noch höher. Der Bau kostete 29 Millionen Euro und wurde mit 21,5 Millionen aus Landesmitteln gefördert, unter der Auflage, dass die Halle bis 2016 zweckentsprechend als „touristische Basiseinrichtung“ genutzt werden muss. Seit 2010 wird ein neuer Betreiber gesucht.